# Hypena stresemanni
Hypena stresemanni är en fjärilsart som beskrevs av Rothschild 1915. Hypena stresemanni ingår i släktet Hypena och familjen nattflyn. Inga underarter finns listade i Catalogue of Life.